# Igreja de Nossa Senhora das Salvas de Sines
A Igreja de Nossa Senhora das Salas, também referida como Igreja de Nossa Senhora das Salvas, Capela de Nossa Senhora das Salvas e Ermida de Nossa Senhora das Salvas, localiza-se na cidade e município de Sines, distrito de Setúbal, em Portugal.

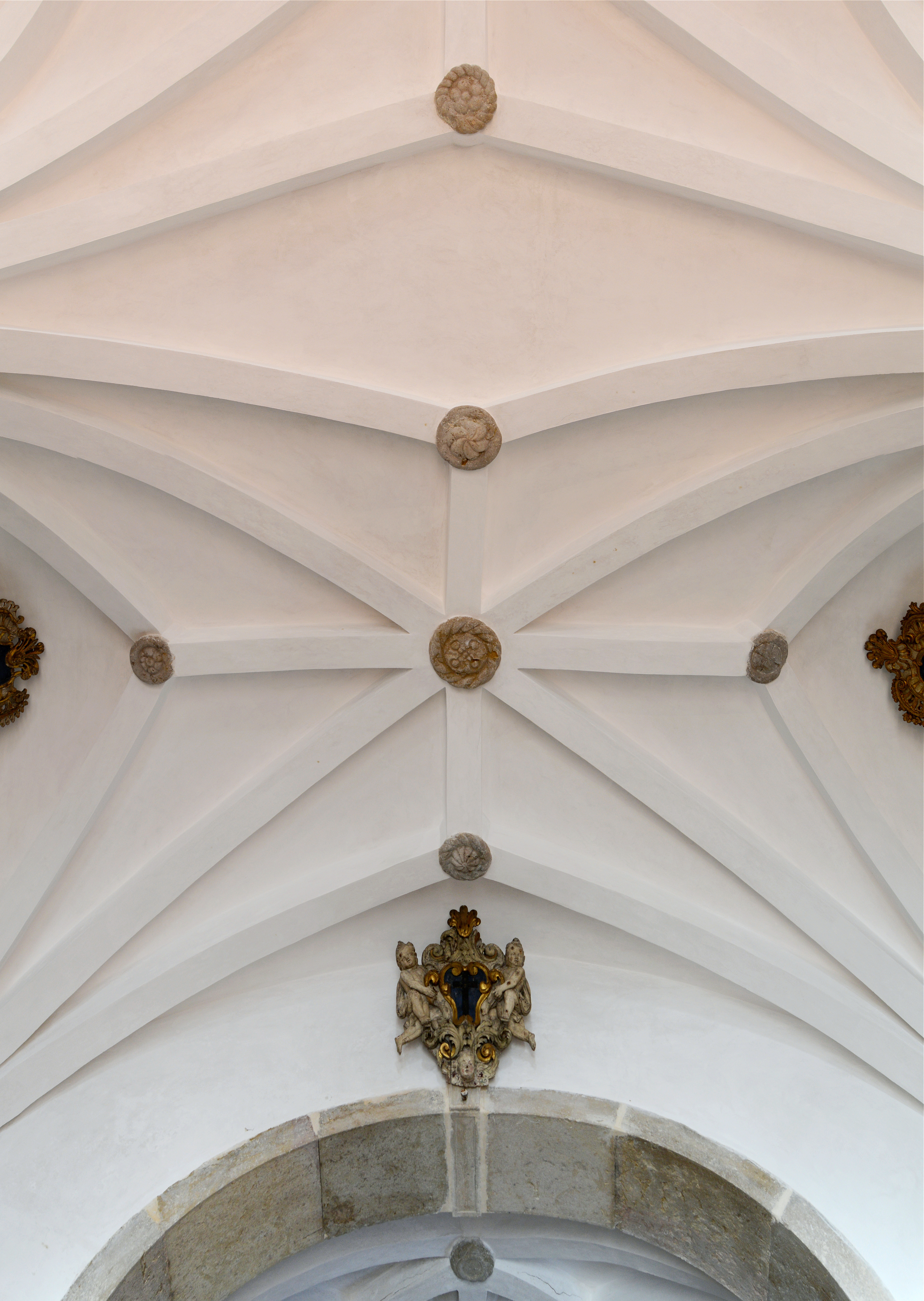
Pormenor da abóbada, na nave da igreja.

## Descrição
A igreja situa-se no Largo de Nossa Senhora das Salas, em Sines. É dedicada a Santa Maria, sendo considerada como um importante centro do culto mariano, principalmente entre os profissionais ligados ao mar. A sua festa organiza-se regularmente em Agosto, e inclui procissões tanto em terra como no oceano. Nas imediações encontra-se o Forte do Revelim, igualmente conhecido como o Forte de Nossa Senhora das Salvas.
Um dos seus elementos mais destacados é o portal em calcário, no estilo manuelino. Junto ao portal encontram-se duas lápides com as armas da família Gama, que fazem referência à construção da igreja por parte do navegador Vasco da Gama: «Esta Casa de Nossa Senhora das Salas mandou fazer o muito magnífico senhor Dom Vasco da Gama, Conde da Vidigueira, Almirante e Vice-rei das Índias». Na fachada principal encontra-se igualmente uma moldura, com uma imagem inspirada por uma pintura de Rubens.
No interior, as paredes estão parcialmente forradas por azulejos setecentistas, retratando cenas da vida de Santa Maria. No passado, também estiveram expostos vários ex-votos, oferecidos por sobreviventes de naufrágios, que atribuíam a sua salvação a Nossa Senhora das Salas. O retábulo está decorado com talha dourada, e inclui elementos de tipologia rococó. No altar-mor encontra-se a imagem de Nossa Senhora das Salas. Um outro elemento de interesse no interior é o retábulo do Senhor do Vencimento.
No interior da igreja encontra-se o núcleo museológico do Tesouro de Nossa Senhora das Salas, cujo acervo inclui várias alfaias, jóias e vestidos bordados que ao longo dos tempos foram oferecidas à imagem de Nossa Senhora. De especial relevo são as alfaias em prata, e os brincos, anéis e trémulos, que são um testemunho das várias fases pelas quais passou a joalharia nacional entre os séculos XVIII e XIX. A tradição de oferecer os vestidos à imagem poderá ter origem na mãe de Vasco da Gama, D. Isabel Sodré. O museu inclui igualmente várias peças oriundas de outros santuários cristãos no concelho, alguns dos quais já extintos, como sucedeu com a Ermida de Santa Catairina e o Convento de Santo António.

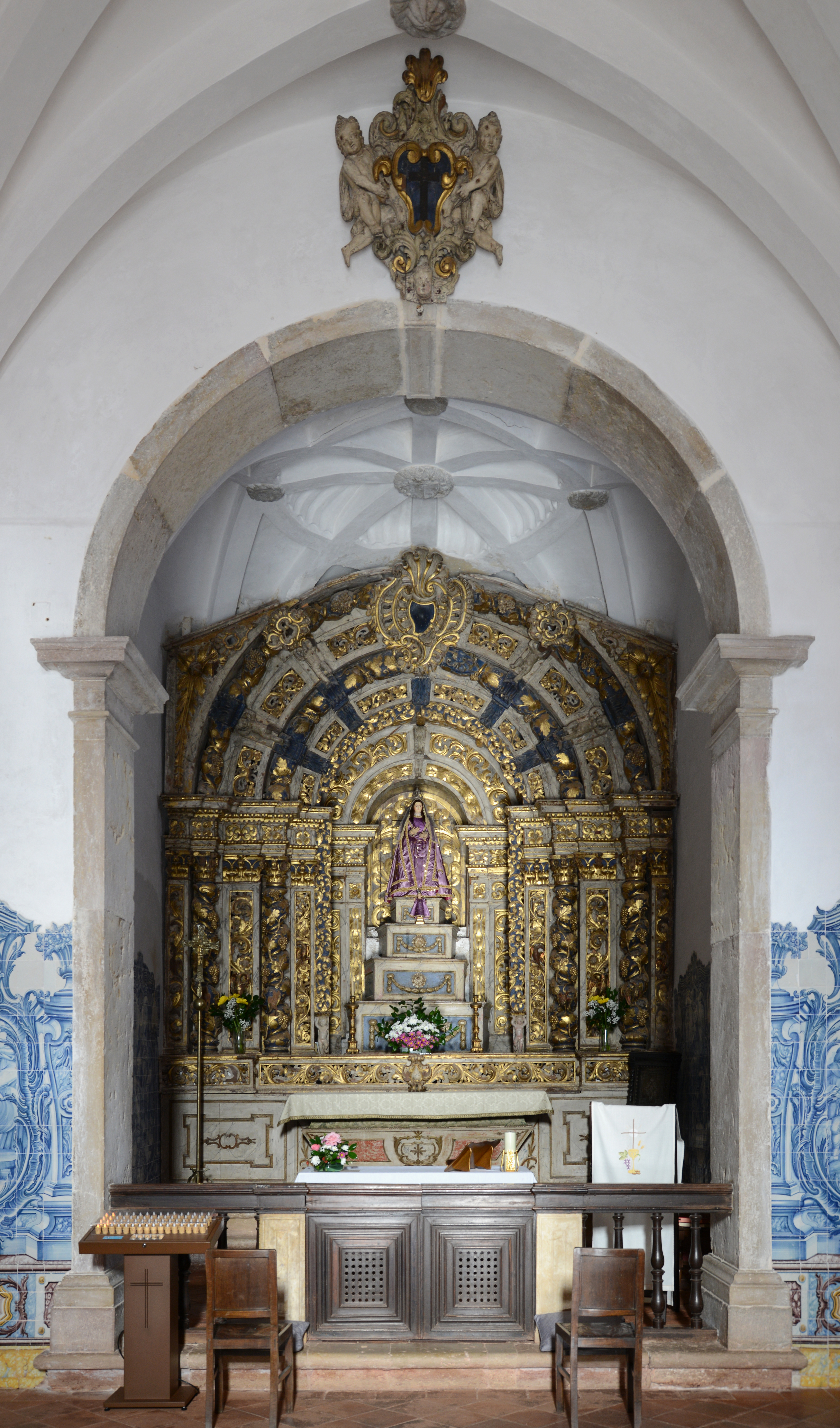
Altar-mor da igreja.

## História

### Antececedentes
O primeiro santuário neste local foi uma ermida, igualmente dedicada a Santa Maria, que segundo a tradição, tinha sido construída nos finais do século XIII ou princípios do XIV pela princesa grega Betaça Lescaris, igualmente conhecida como Vetaça, Betaça ou Fatassa. Esta princesa tinha vindo para Portugal para ser dama de honor da rainha D. Isabel, futura esposa de D. Dinis, e durante a viagem o seu barco teria sido apanhado por uma tempestade, pelo que prometeu construir uma capela dedicada a Santa Maria no primeiro porto a que chegasse De acordo com a lenda, também teria prometido oferecer um fragmento do Santo Lenho ao castelo mais próximo deste porto, que era o de Santiago do Cacém. Este edifício primitivo era muito simples, com uma só nave, e tinha no seu interior uma fonte santa, tendo-se afirmado como um importante centro de peregrinação mariana. Situava-se muito perto da igreja, provavelmente no mesmo local onde se encontra um nascente que está ligada à Fonte de Dona Betaça.

### Construção e primeiras obras
No século XV, Vasco da Gama ordenou a construção de um novo santuário nas proximidades da antiga ermida, que então já se encontrava em ruína, de maiores dimensões, alegadamente devido ao sucesso da sua viagem até à Índia. Porém, estes planos enfrentaram a resistência da Ordem de Santiago, tendo D. Jorge de Lencastre tentado, sem sucesso, que fossem embargadas as obras e ordenado que em vez disso fosse expandida a ermida original. Assim, em 1529 foi sagrada a Igreja de Nossa Senhora das Salvas. A sua denominação de Salas ou Salvas poderá ter origem na corrupção do termo salgas, devido à existência de vários complexos de salga de peixe nas proximidades, ligados ao porto de pesca. Outras teorias defendem que o nome virá da salvação da princesa grega e das mulheres que viajavam com ela, ou que terá sido uma referência às salvas de disparos que Vasco da Gama fazia quando os seus navios passavam por Sines.
No século XVI foi profundamente modificada, tendo então sido recebido um portal manuelino e várias lápides e inscrições. Foi novamente alvo de obras no período de transição entre os séculos XVII e XVIII, destacando-se principalmente a instalação de um retábulo em talha dourada no altar-mor.

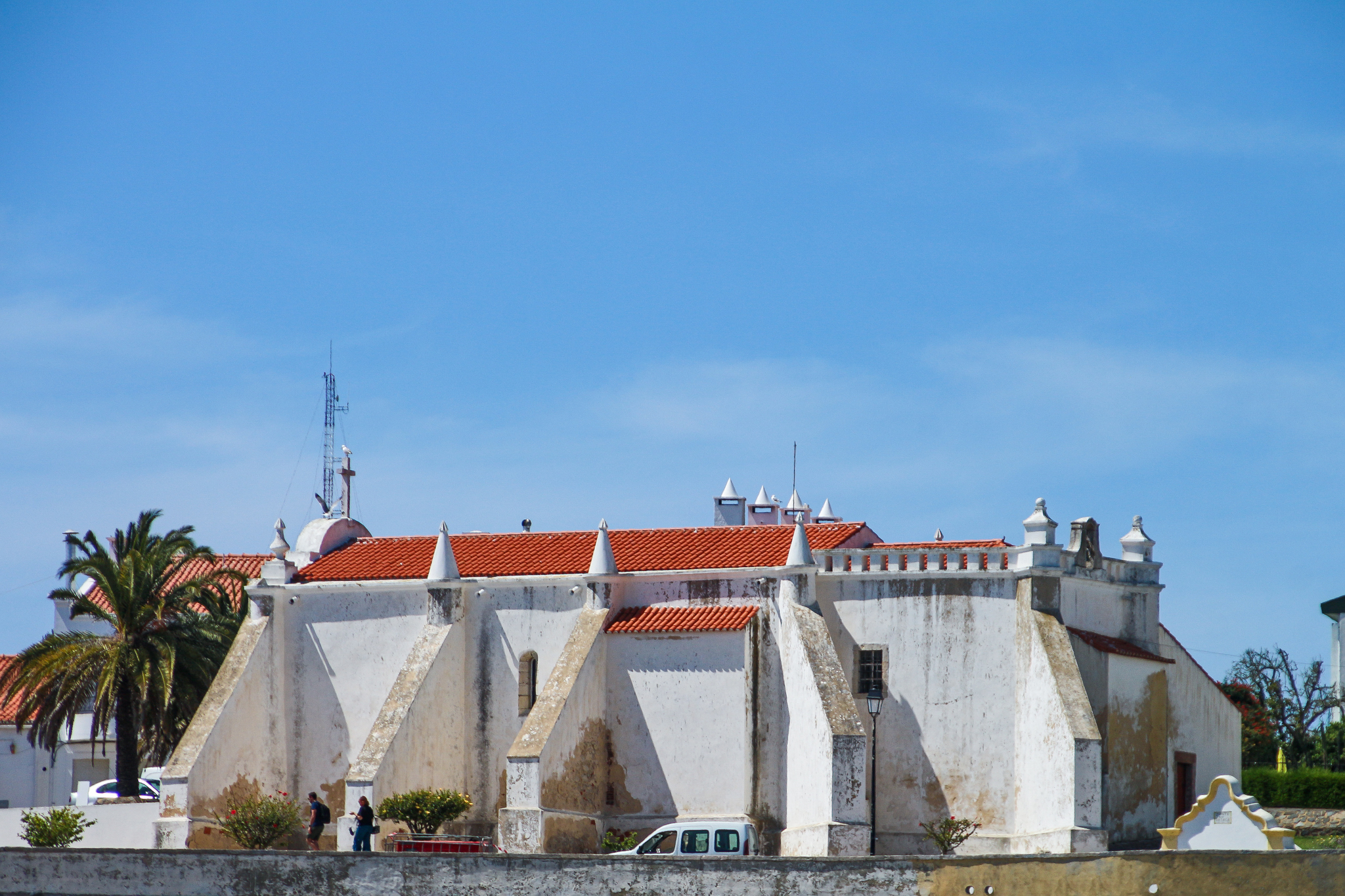
Alçado lateral da igreja.

### Séculos XVIII a XXI
Foi danificada pelo Sismo de 1755, tendo depois sido feitas obras de reparação e decorativas, que incidiram sobre a fachada principal e o primeiro tramo da abóbada. Na década de 1770 foram encomendados os azulejos para forrar o interior da igreja, tendo este programa de obras incluído igualmente a adição de elementos rococó ao retábulo. No século XIX começou a despertar em Sines um especial interesse sobre Vasco da Gama, centrado na Igreja de Nossa Senhora das Salvas, que exultava o navegador como um herói, em linha com os ideais promovidos pelas novas elites, de tendência liberal. Neste sentido, Jacinto Falcão Murzello de Mendonça encomendou, na década de 1830, um retrato a óleo de Vasco da Gama, executado por Auguste Roquemont.
Entre 1961 e 1962 a Direcção-Geral dos Edifícios e Monumentos Nacionais fez obras na envolvente da igreja, durante as quais foram demolidas as casas dos romeiros e de um ermitão.
A igreja foi classificada pelo Decreto n.º 8518, de 30 de novembro de 1922. A Zona Especial de Protecção foi delimitada no Diário da República n.º 128, de 4 de Junho de 1979. Na década de 1990 iniciaram-se obras de restauro na igreja.
Em 9 de Agosto de 2006 foi inaugurado o núcleo museológico do Tesouro de Nossa Senhora das Salvas, tendo sido a sexta unidade a integrar a Rede Museológica da Diocese de Beja. Em Julho de 2017, a igreja acolheu uma exposição temporária, organizada pelo Museu de Arte Contemporânea de Elvas, como parte das comemorações do décimo aniversário daquela instituição. Em Novembro de 2023, o governo anunciou que iria reforçar o Programa de Recuperação e Resiliência para a Cultura, no sentido de financiar a realização de obras em vários monumentos, incluindo a Igreja de Nossa Senhora das Salvas, que iria receber um subsídio de 450 mil Euros. O contrato para o restauro da igreja foi assinado em 12 de Dezembro desse ano, entre o Fundo de Salvaguarda do Património Cultural e a autarquia de Sines, numa cerimónia realizada no interior do monumento, que contou com a presença do ministro da Cultura, Pedro Adão e Silva. O presidente da Câmara Municipal de Sines, Nuno Mascarenhas, previu que as obras estariam terminadas até ao final de 2024, em conjugação com as comemorações dos quinhentos anos da morte de Vasco da Gama.

## Leitura recomendada
- Falcão, José António; Pereira, Ricardo Estevam. "A Ermida de Nossa Senhora das Salas". in Da Ocidental Praia Lusitana. Vasco da Gama e o seu Tempo (Catálogo da Exposição, Sines, Castelo e Igreja de Nossa Senhora das Salas, 1998). Lisboa: Comissão Nacional para as Comemorações dos Descobrimentos Portugueses, 1998.
- Falcão, José António; Pereira, Ricardo Estevam. Tesouro da Igreja de Nossa Senhora das Salas, Sines. Beja: Departamento do Património Histórico e Artístico da Diocese de Beja, s.d.